# リボースイソメラーゼ
リボースイソメラーゼ(Ribose isomerase、EC 5.3.1.20)は、以下の化学反応を触媒する酵素である。
D-リボース{\displaystyle \rightleftharpoons }D-リブロース
従って、この酵素の基質はD-リボース、生成物はD-リブロースである。
この酵素は、異性化酵素、特にアルドースやケトースを相互転換する分子内酸化還元酵素に分類される。系統名は、D-リボース アルドース-ケトース-イソメラーゼ(D-ribose aldose-ketose-isomerase)である。